# Krogsered
Krogsered är en kyrkby i Krogsereds socken i Falkenbergs kommun, Hallands län. 
Orten ligger cirka 5 km söder om Ätran, belägen vid Lyngsjön. Här vid sjön ligger Krogsereds kyrka, efter brand åter invigd 1926. Söder om sjön ligger det 38 hektar stora naturreservatet Lysegårdsmossen. En skola byggdes 1863 och det bedrevs skolundervisning fram till 1964.
Under åren 1982-1997 såg 64220 personer Krogseredsrevyn i Krogsereds bygdegård, spelad under 358 föreställningar. Krogseredesamatörerna har spelat teater under åren 1964-2008. 
År 1888 utspelades Kalabaliken i Krogsered på det lokala gästgiveriet. Det var en blodig uppgörelse mellan några tattare och den lokala befolkningen som fick rättsliga följder.
Vandringsleden Hallandsleden passerar Krogsered. Samma sak sker med cykelleden Vessigeturen och Ridled Halland.